# Miklos Lendvai
Miklós Lendvai (7 de abril de 1975 - 20 de fevereiro de 2023) foi um treinador e ex-futebolista profissional húngaro que atuava como meia.

## Carreira
Miklós Lendvai representou a Seleção Húngara de Futebol nas Olimpíadas de 1996.

### Morte
Lendvai morreu em 20 de fevereiro de 2023. A causa de sua morte não foi confirmada pela polícia. Seu ex-companheiro de equipe no Ferencváros, Ottó Vincze , se despediu em seu perfil do Instagram dizendo "Por que ele fez isso?".Em 24 de fevereiro de 2023, foi revelado que ele cometeu suicídio.